# Каучук (Курская область)
Каучук — посёлок в Кореневском районе Курской области. Входит в состав Шептуховского сельсовета.

## География
Посёлок находится на реке Крепна (приток Сейма), в 75 км к юго-западу от Курска, в 22 км к северо-востоку от районного центра — посёлка городского типа Коренево, в 3,5 км от центра сельсовета  — села Шептуховка.
Улицы
В посёлке улицы: Зелёная, Кооперативная, Луговая, Магистральная, Микояна, Молодёжная, Надпрудная, Садовая, Школьная.
Климат
Каучук, как и весь район, расположен в поясе умеренно континентального климата с тёплым летом и относительно тёплой зимой (Dfb в классификации Кёппена).
| Показатель                                                                   | Янв. | Фев. | Март | Апр. | Май  | Июнь | Июль | Авг. | Сен. | Окт. | Нояб. | Дек. | Год  |
| ---------------------------------------------------------------------------- | ---- | ---- | ---- | ---- | ---- | ---- | ---- | ---- | ---- | ---- | ----- | ---- | ---- |
| Средний суточный максимум, °C                                                | −3,8 | −2,7 | 3,2  | 13,1 | 19,3 | 22,6 | 25,1 | 24,5 | 18,2 | 10,7 | 3,7   | −0,9 | 11,1 |
| Средняя температура, °C                                                      | −5,8 | −5,3 | −0,5 | 8,2  | 14,6 | 18,3 | 20,8 | 19,9 | 14   | 7,3  | 1,4   | −2,9 | 7,5  |
| Средний суточный минимум, °C                                                 | −8,3 | −8,5 | −4,7 | 2,7  | 9    | 12,9 | 15,7 | 14,7 | 9,7  | 4    | −0,9  | −5,1 | 3,4  |
| Норма осадков, мм                                                            | 51   | 44   | 48   | 50   | 63   | 71   | 76   | 53   | 57   | 57   | 47    | 49   | 666  |
| Источник: Погода по месяцам c ru.climate-data.org(дата обращения: Июль 2021) |      |      |      |      |      |      |      |      |      |      |       |      |      |

## Население
| 2002 | 2010 |
| ---- | ---- |
| 680  | ↘610 |

## Инфраструктура
Личное подсобное хозяйство. Дом культуры. Школа. Детский сад. Балка Ковалёв Лог. Отделение почтовой связи (Каучук 307425). В посёлке 131 дом.

## Транспорт
Каучук находится в 17 км от автодороги регионального значения 38К-030 (Рыльск — Коренево — Суджа), в 5,5 км от автодороги 38К-024 (Льгов — Суджа), в 9 км от автодороги межмуниципального значения 38Н-563 (38К-030 — Журавли подъездом к с. Ольговка), в 3 км от автодороги 38Н-727 (Шептуховка — Сафоновка — Общий Колодезь с подъездом к с. Скрылёвка), на автодороге 38Н-564 (38К-030 — Каучук — 38К-024), в 9 км от ближайшего ж/д остановочного пункта 374 км (линия 322 км — Льгов I). Остановка общественного транспорта.
В 134 км от аэропорта имени В. Г. Шухова (недалеко от Белгорода).